# Волковичский сельсовет (Гродненская область)
Волковичский сельсовет — упразднённая административная единица на территории Новогрудского района Гродненской области Белоруссии.

## Состав
Волковичский сельсовет включал 14 населённых пунктов:
- Волковичи — деревня.
- Горевичи — деревня.
- Зубково — деревня.
- Коростово — деревня.
- Матешицы — деревня.
- Невашовщина — деревня.
- Невда — агрогородок.
- Новые Лагодки — деревня.
- Огородники — деревня.
- Омневичи — деревня.
- Рутка 1 — деревня.
- Рутка 2 — деревня.
- Сенежицы — деревня.
- Старые Лагодки — деревня.

## Производственная сфера
- Производственный участок № 3 СПК им. Кутузова
- Производственный участок № 3 СПК «Авангард-агро»

## Социальная сфера
Государственное учреждение образования — «Невдянские детские ясли-сад»
Учреждения здравоохранения: ФАПы деревевнь Волковичи и Невда
Культура: Волковичский центральный Дом культуры, Невдянский сельский клуб, Волковичская сельская библиотека

## Памятные места
На территории сельсовета находятся воинские захоронения:
- Памятники землякам, погибшим в годы Великой Отечественной войны в деревнях Волковичи и Сенежицы
- Могилы жертв фашизма в деревнях Невда Коростово